# Championnats du monde de trampoline 2021
Navigation
2019 2022
Les Championnats du monde de trampoline 2021, trente-cinquième édition des championnats du monde de trampoline, ont lieu du 18 au 21 novembre 2021 à Bakou, au Azerbaïdjan. La capitale avait accueilli un peu plus tôt dans l’année les Championnats du monde de gymnastique aérobic.
Du fait de l'exclusion de la Russie par le Tribunal arbitral du sport de toutes compétitions internationales jusqu'en décembre 2022, les trampolinistes russes ne peuvent représenter officiellement la Russie. Ils participent donc de manière « neutre » à la compétition en représentant leur fédération sportive, la Fédération russe de gymnastique.

## Participants
Au total, 309 gymnastes de 33 nations sont attendus lors de ces championnats. Hong Kong et la Pologne, qui avaient prévus respectivement 2 et 1 gymnastes, se retirent de la compétition en septembre 2021.
| Afrique               | Amérique                                                                    | Asie                      | Europe | Océanie                |
| --------------------- | --------------------------------------------------------------------------- | ------------------------- | --- | ---------------------- |
| - Afrique du Sud (28) | - Argentine (2) - Brésil (6) - Canada (18) - Colombie (8) - États-Unis (26) | - Chine (15) - Japon (17) | - Allemagne (9) - Autriche (3) - Azerbaïdjan (1) - Belgique (14) - Biélorussie (8) - Bulgarie (3) - Danemark (10) - Espagne (15) - Finlande (2) - France (14) - Géorgie (1) - Grande-Bretagne (24) - Grèce (5) - Irlande (1) - Israël (1) - Italie (5) - Kazakhstan (4) - Pays-Bas (10) - Portugal (23) - Fédération russe de gymnastique (32) - Suède (5) - Tchéquie (1) - Turquie (3) - Ukraine (16) | - Nouvelle-Zélande (3) |
| 1 pays                | 5 pays                                                                      | 2 pays                    | 24 pays | 1 pays                 |

## Médaillés
| Épreuves                           | Or | Argent | Bronze |
| ---------------------------------- | --- | --- | --- |
| Hommes                             | | | |
| Trampoline individuel              | Yan Langyu (CHN) | Ryusei Nishioka (JPN)                                                                                                   | Aleh Rabtsau (BLR) |
| Trampoline par équipes             | Biélorussie Ivan Litvinovich Aleh Rabtsau Andrei Builou Aliaksei Dudarau | Japon Ryosuke Sakai Hiroto Unno Ryusei Nishioka Ryonosuke Nomura                                                        | Fédération russe de gymnastique Mikhail Melnik Nikita Fedorenko Dmitriy Ushakov Kirill Panteleev                                                    |
| Trampoline synchronisé             | Biélorussie Aleh Rabtsau Andrei Builou | Allemagne Fabian Vogel Matthias Pfleiderer                                                                              | France Pierre Gouzou Josuah Faroux |
| Double Mini Trampoline             | Mikhail Zalomin (RGF) | Diogo Cabral (POR) | Ruben Padilla (USA) |
| Double Mini Trampoline par équipes | Fédération russe de gymnastique Aleksandr Odintsov Vasilii Makarskii Mikhail Zalomin Mikhail Iurev                                                                                      | Portugal Diogo Fernandes Diogo Cabral Tiago Romão André Nunes                                                           | Espagne David Franco Carlos del Ser Andrés Martínez Santiago Brea                                                                                   |
| Tumbling                           | Aleksandr Lisitsyn (RGF) | Mikhail Malkin (AZE) | Kaden Brown (USA) |
| Tumbling par équipes               | Fédération russe de gymnastique Aleksei Svetlishnikov Vadim Afanasev Aleksandr Lisitsyn Maksim Riabikov                                                                                 | Grande-Bretagne Jaydon Paddock William Cowen Kristof Willerton Elliott Browne                                           | Danemark Martin Abildgaard Magnus Lindholmer Adam Matthiesen Johannes Sømod                                                                         |
| Femmes                             | | | |
| Trampoline individuel              | Bryony Page (GBR) | Cao Yunzhu (CHN) | Iana Lebedeva (RGF) |
| Trampoline par équipes             | Japon Reina Satake Hikaru Mori Yumi Takagi Narumi Tamura | Chine Fan Xinyi Huang Yanfei Cao Yunzhu Lin Qianqi                                                                      | Fédération russe de gymnastique Irina Kundius Mariia Mikhailova Iana Lebedeva Anna Kornetskaya                                                      |
| Trampoline synchronisé             | Chine Zhang Xinxin Hu Yicheng | Japon Hikaru Mori Narumi Tamura                                                                                         | Portugal Beatriz Martins Catarina Marianito Nunes                                                                                                   |
| Double Mini Trampoline             | Lina Sjöberg (SWE) | Shelby Nobuhara (USA)                                                                                                   | Melania Rodríguez (ESP) |
| Double Mini Trampoline par équipes | États-Unis Trinity van Natta Shelby Nobuhara Tristan van Natta Lacey Jenkins | Fédération russe de gymnastique Dana Sadkova Daria Nespanova Aleksandra Bonartseva Alina Kuznetcova                     | Canada Zoe Phaneuf Hannah Brown Gabriella Flynn |
| Tumbling                           | Megan Kealy (GBR) | Lucie Tumoine (FRA) | Tachina Peeters (BEL) |
| Tumbling par équipes               | France Emilie Wambote Lucie Tumoine Candy Brière-Vetillard Maëlle Dumitru-Marin | Belgique Laura Vandevoorde Louise van Regenmortel Tachina Peeters Sofie Rubbrecht                                       | Grande-Bretagne Ashleigh Owen Megan Surman Megan Kealy Louisa Maher                                                                                 |
| Mixte                              | | | |
| Concours général par équipe        | Fédération russe de gymnastique Aleksandra Bonartseva Anna Kornetskaya Iana Lebedeva Aleksandr Lisitsyn Mikhail Melnik Kirill Panteleev Irina Silicheva Dmitriy Ushakov Mikhail Zalomin | États-Unis Maia Amano Kaden Brown Cody Gesuelli Ruben Padilla Isaac Rowley Jessica Stevens Tia Taylor Tristan van Natta | Grande-Bretagne Daniel Berridge Louise Brownsey William Cowen Megan Kealy Rhys Northover Bryony Page Zak Perzamanos Corey Walkes Bethany Williamson |